# Чумойка (притока Іти)
Чумо́йка (рос. Чумойка) — річка в Росії, ліва притока Іти. Протікає територією Ігринського та Шарканського районів Удмуртії.
Річка починається за 3 км на південний захід від присілка Верхній Чумой і має північно-східний напрямок течії майже до самого гирла. Останні 0,5 км річка тече на північний захід. Останні 2 км річка протікає територією Шарканського району. Береги річки подекуди заліснені, у середній та нижній течії заболочені. На річці створено декілька ставків. Річка приймає декілька дрібних приток.
Над річкою розташовано населені пункти Ігринського району Верхній Чумой, Чумой, Узирмон та Кабаново.